# Aquilegia canadensis
Aquilegia canadensis és una espècie de planta silvestre que pertany a la família de les ranunculàcies.

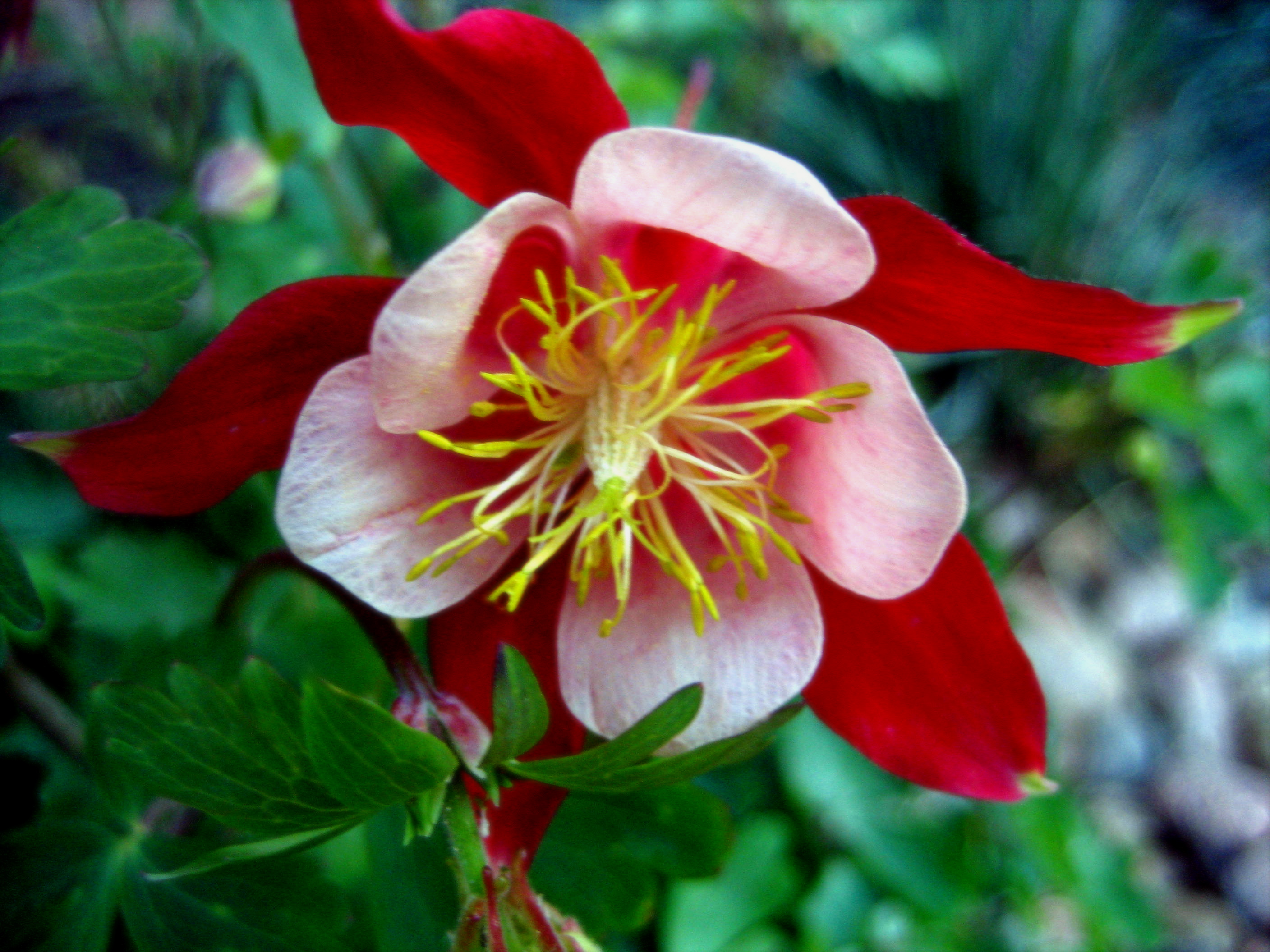
Detall de la flor

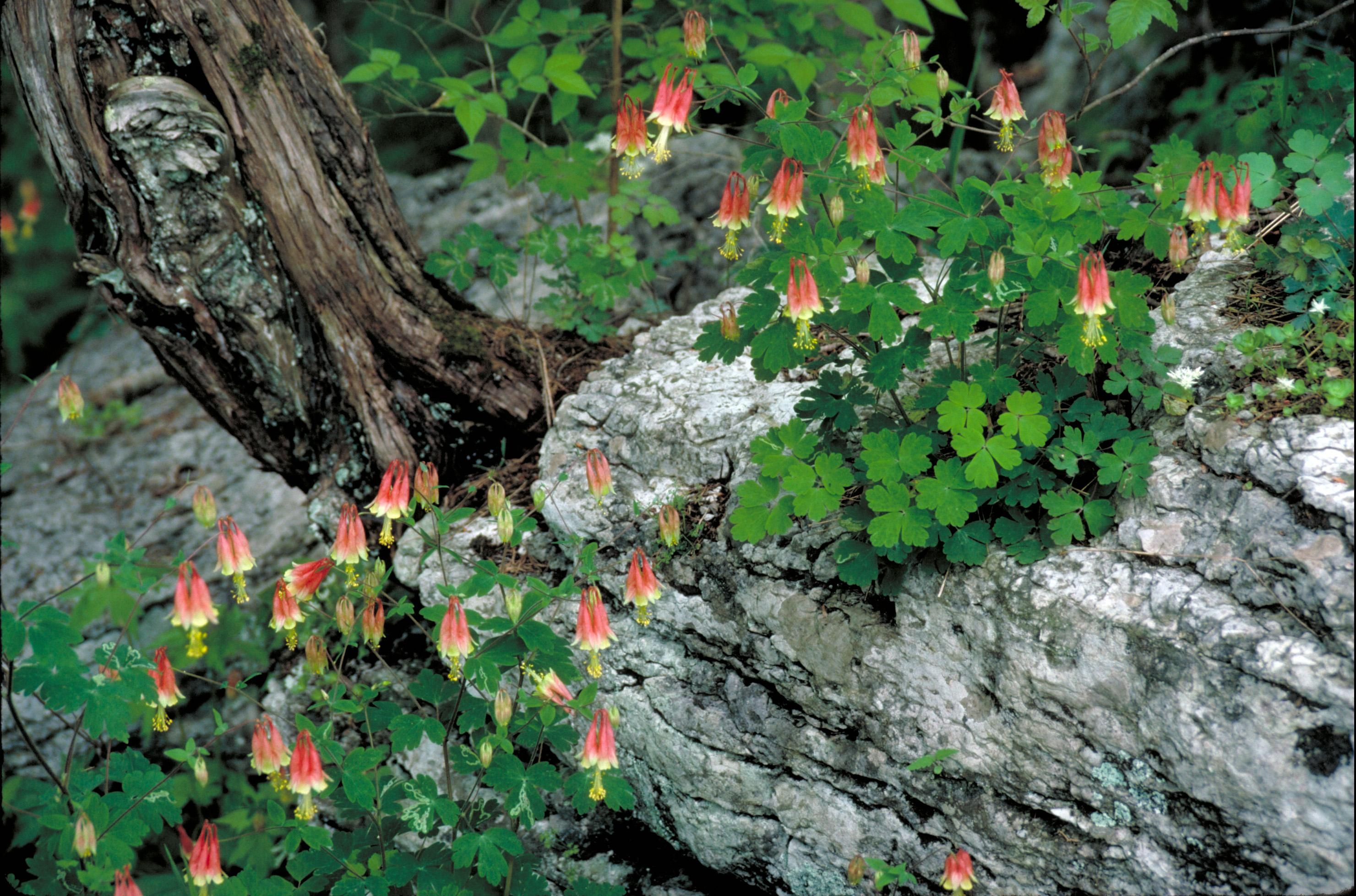
En el seu hàbitat

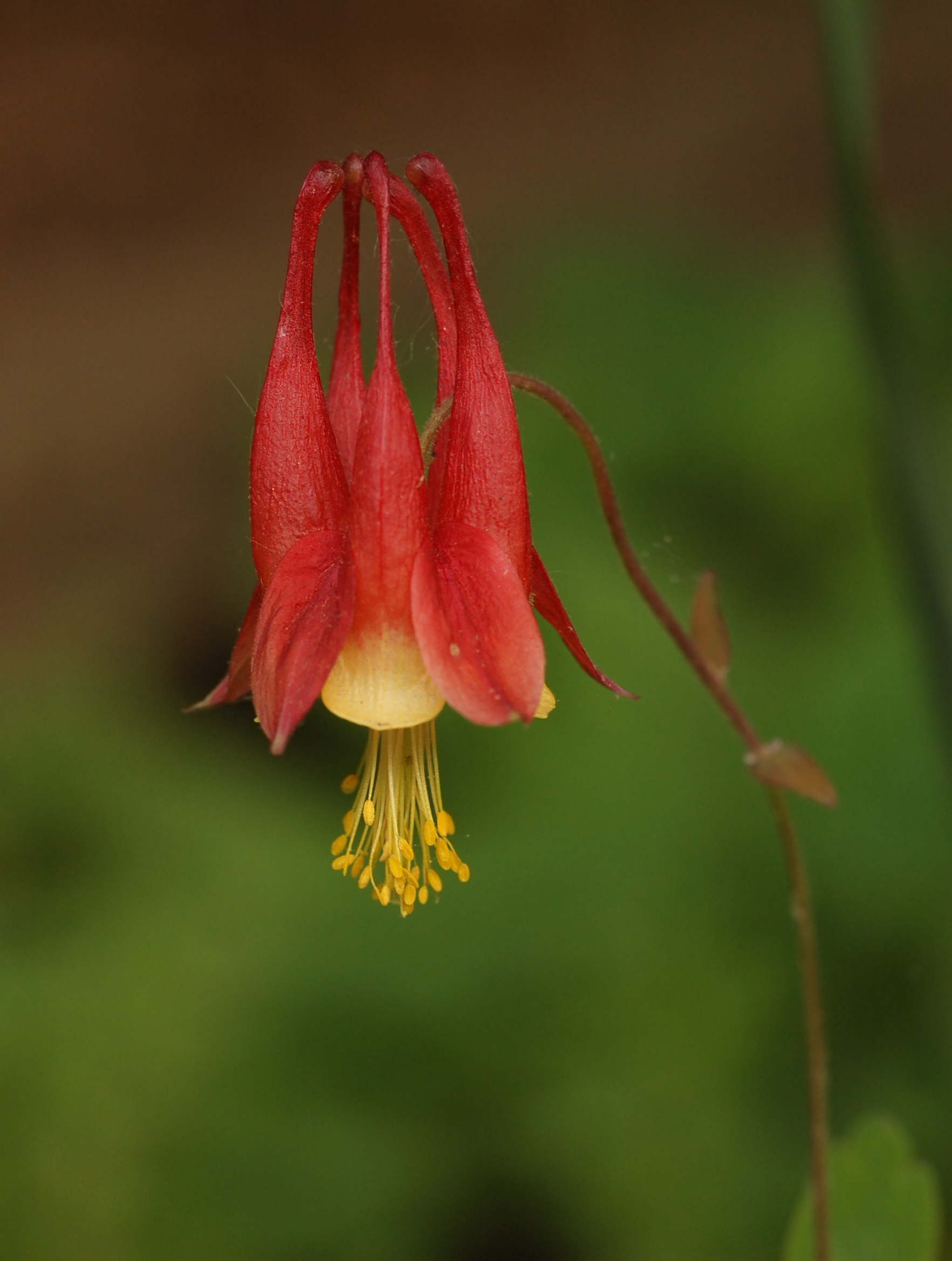
Flor

## Descripció
És una planta herbàcia de 15-90 cm d'alçada amb les fulles basals, lobulades i dividides, s'agrupen en nombre de tres. Les flors fan entre 2,5 a 5,1 cm de llarg apareixen al final de la primavera (generalment entre maig i juny) sobre el fullatge i tenen pètals grocs amb un esperó vermell i sèpals vermells. L'extrem rodó de l'esperó conté nèctar, que cerquen les papallones i els colibrís. Les plantes se propaguen per llavors i poden florir el primer any. S'han aconseguit alguns cultius com a planta ornamental.
Les erugues Erynnis lucilius s'alimenten de les seves fulles.

## Usos
Tribus de natius americans empren diverses parts d'Aquilegia canadensis en els remeis a base d'herbes.
Aquilegia canadensis conté un glucòsid cianogènic, que allibera el verinós cianur d'hidrogen quan la planta es danyada.

## Taxonomia
Aquilegia canadensis, va ser descrita per Carl von Linné i publicat a Species Plantarum 1: 533–534, a l'any 1753.
Etimologia
Aquilegia : nom genèric que deriva del llatí aquila = "àguila", en referència a la forma dels pètals de la qual se'n diu que és com l'urpa d'una àguila.
canadensis: epítet geogràfic que al·ludeix a la seva localització al Canadà.
Varietats
- Aquilegia canadensis var. australis (Small) Munz
- Aquilegia canadensis var. coccinea (Small) Munz
- Aquilegia canadensis var. eminens (Greene) Boivin
- Aquilegia canadensis var. hybrida Hook.
- Aquilegia canadensis var. latiuscula (Greene) Munz

Sinonímia
- Aquilegia australis Small
- Aquilegia coccinea Small
- Aquilegia elegans Salisb.
- Aquilegia eminens Greene
- Aquilegia flaviflora Tenney
- Aquilegia latiuscula Greene
- Aquilegia phoenicantha Cory
- Aquilegia variegata Moench[4]